# Abbaye du Val des Écoliers de Mons
Ne doit pas être confondu avec Abbaye du Val des Écoliers de Liège.
Cette abbaye du Val des Écoliers est un ancien établissement monastique situé à Mons, en Belgique, dans la Province de Hainaut.
L'édifice, lié aux Écoliers du Christ, date de 1252. Le prieuré d'origine fut élevé en une abbaye de l'ordre des chanoines réguliers de saint Augustin en 1617, quant à elle supprimée en 1796.
Son église abbatiale fut édifiée entre 1739 et 1743 par Nicolas de Brissy, sur des fondations du XIVe siècle. Il subsiste aujourd'hui, à Mons, rue André Masquelier, la tour de cette église.

## Historique
L'histoire de cet établissement monastique à Mons commence en 1252 avec le transfert depuis Valenciennes de la communauté religieuse affiliée aux Écoliers du Christ. En 1524, Nicolas Houseau, prieur des Écoliers à Mons, fut nommé inquisiteur, à la demande de la gouvernante des Pays-Bas espagnols, l'archiduchesse Marguerite, par le pape Clément VII. Plus tard, en 1617, le prieuré est élevé en abbaye de l'ordre des chanoines réguliers de saint Augustin.
Cette communauté religieuse est supprimée une première fois en 1789 puis définitivement en 1796 sous le régime français. Depuis la Révolution, l'abbaye est successivement affectée à divers usages : arsenal, salles de réunion, magasins. En 1805, la Ville y installe l'Hôpital Civil qui fonctionne jusqu'en 1876.

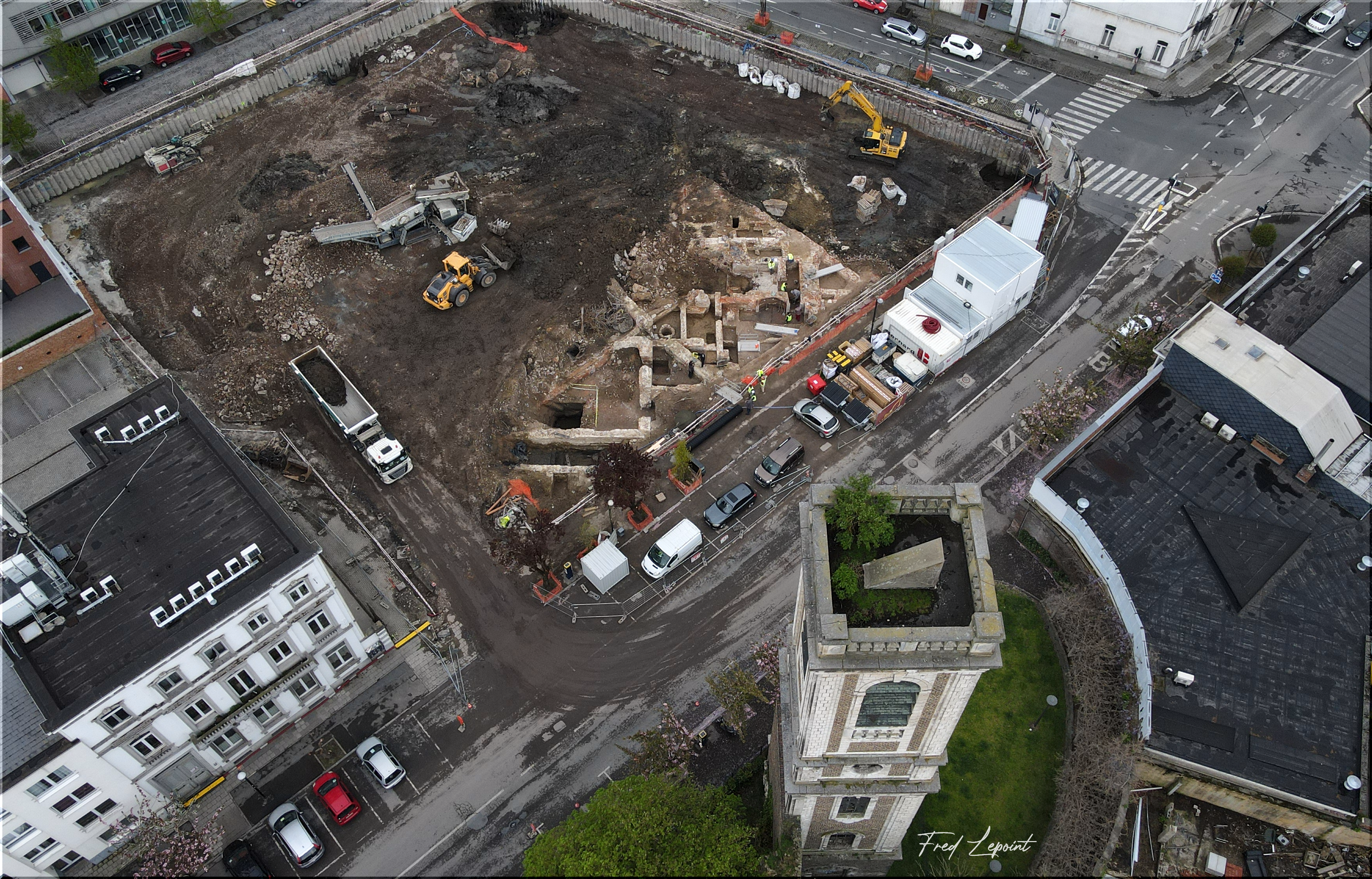
Vue globale du site de fouilles.
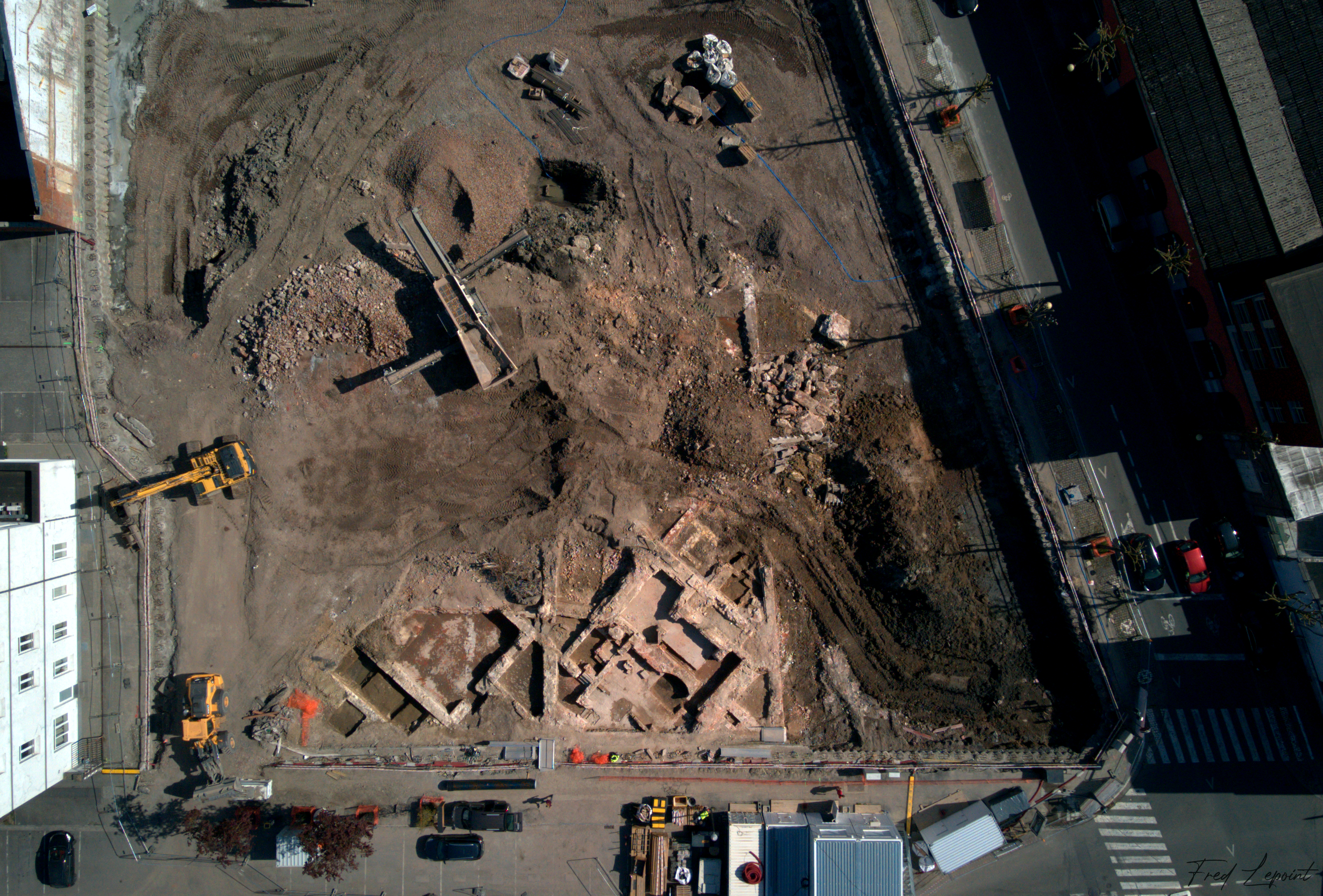
Vue des fouilles d'avril 2021 du site du Val des Écoliers.

## Voir aussi

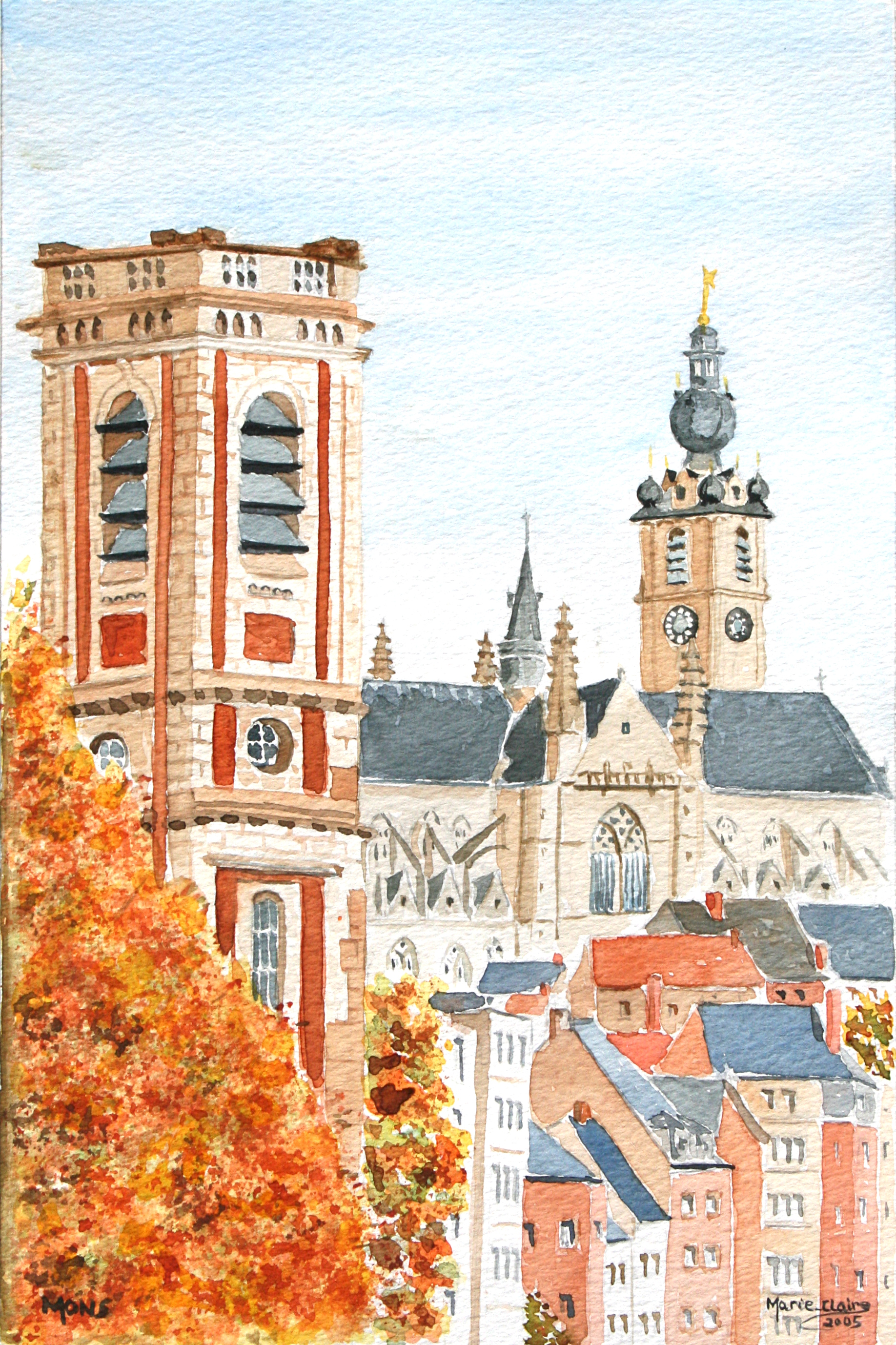
La Tour du Val des Écoliers, la collégiale Sainte-Waudru et le beffroi à Mons.